# Валовой региональный продукт
Валовой региональный продукт (ВРП) — показатель, измеряющий валовую добавленную стоимость, исчисляемый путём исключения из суммарной валовой продукции объёмов её промежуточного потребления. На национальном уровне ВРП соответствует валовому национальному продукту, который является одним из базовых показателей системы национальных счетов.

## Методы расчёта
Валовой региональный продукт на стадии производства, рассчитанный производственным методом, представляет сумму валовой добавленной стоимости, созданной всеми институциональными единицами-резидентами на экономической территории региона (без учёта чистых налогов на продукты).
Рассчитывается на уровне отраслей и секторов производственным методом как разница между выпуском товаров и услуг и промежуточным потреблением, образованным из стоимости товаров и услуг, которые трансформируются или полностью потребляются в процессе производства. Термин «валовая» указывает на то, что показатель определён до вычета потребления основного капитала.
Валовой региональный продукт рассчитывается в текущих основных и рыночных ценах (номинальный объём валового регионального продукта), а также в сопоставимых ценах (реальный объём валового регионального продукта).

## ВРП и ВВП
Показатель валового регионального продукта является по своему экономическому содержанию весьма близким к показателю валового внутреннего продукта. Однако между показателями валового внутреннего продукта (на федеральном уровне) и валового регионального продукта (на региональном уровне) есть существенная разница.
Сумма валовых региональных продуктов по России не совпадает с ВВП, поскольку не включает добавленную стоимость по нерыночным коллективным услугам (оборона, государственное управление и так далее), оказываемым государственными учреждениями обществу в целом.
Начиная с итогов за 2004 год, данные о валовом региональном продукте (ВРП) публикуются в основных ценах; ранее публикация данных о ВРП осуществлялась в рыночных ценах.
В настоящее время идёт активное внедрение ДИС ПДНС (Двухуровневой Интегрированной системы подготовки данных для национальных счетов).
ВРП за 2007 год был рассчитан с внедрением ДИС ПДНС, которая позволила провести дополнительный контроль показателей и сбор данных.
До последнего времени ДИС ПДНС не переросла стадию опытной эксплуатация и представляет собой неразрешённый клубок конфликтов постановок задач по различным статистическим формам.
В 2010 году разработка ДИС ПДНС была передана новому подрядчику (Тверь Информ Продукт (недоступная ссылка)), который ограничился редизайном старой программы, выдав её за совершенно новый программный комплекс.
В настоящий момент подсчёт ВРП субъекта федерации отстаёт на 28 месяцев. Данные по ВРП за 2007 год появились на официальном сайте Федеральной службы государственной статистики в марте 2009 года.